# Kéleshalom
Kéleshalom es un pueblo ubicado en el distrito de Jánoshalma, en el condado de Bács-Kiskun, Hungría.

## Superficie
Posee una superficie de 61,63 kilómetros cuadrados.

## Demografía
Hasta 2019 la población era de 44 habitantes, con una densidad de población de 7,221 habitantes por kilómetro cuadrado.